# Salto pasiego

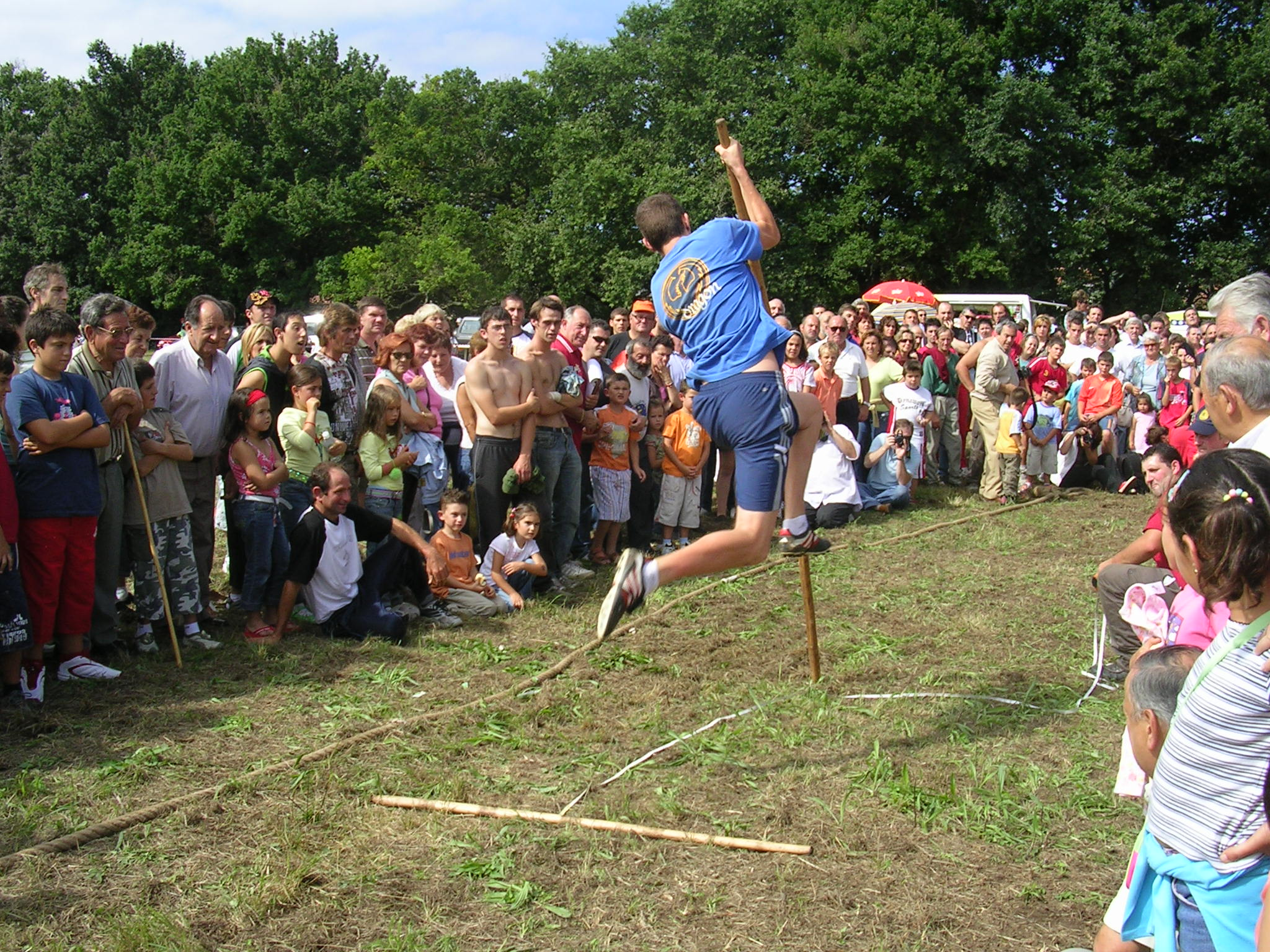
Salto pasiego en el Día de las instituciones en Puente San Miguel

El salto pasiego (en cántabro saltu pasiegu) es un deporte rural tradicional de los pasiegos, habitantes de La Pasieguería, en el zona oriental de Cantabria (España). En el año 2015 el Gobierno de Cantabria declaró el palu, el salto pasiego y sus modalidades como Bien de Interés Local Etnográfico Inmaterial.
Este deporte constituye un ejemplo de cómo el uso de una habilidad o técnica de trabajo va desapareciendo con el paso del tiempo, dando lugar a la competición y al juego. Esta disciplina es similar en concepción a otros tipos de modalidades como el salto del pastor canario o el salto de canales que usaban en Flandes, y que aún hoy en día se realizan en Frisia.
Los antiguos pasiegos formaban un grupo de ganaderos que habitan en un territorio de relieve abrupto y quebrado que originó el uso del palancu o palu, pasiego, que les permitía evitar arroyos, muros, u hoyos en el suelo, durante sus movimientos en el monte. El palancu en sí es una vara recta de avellano, debido a que este árbol es de madera flexible.

## En la cultura popular

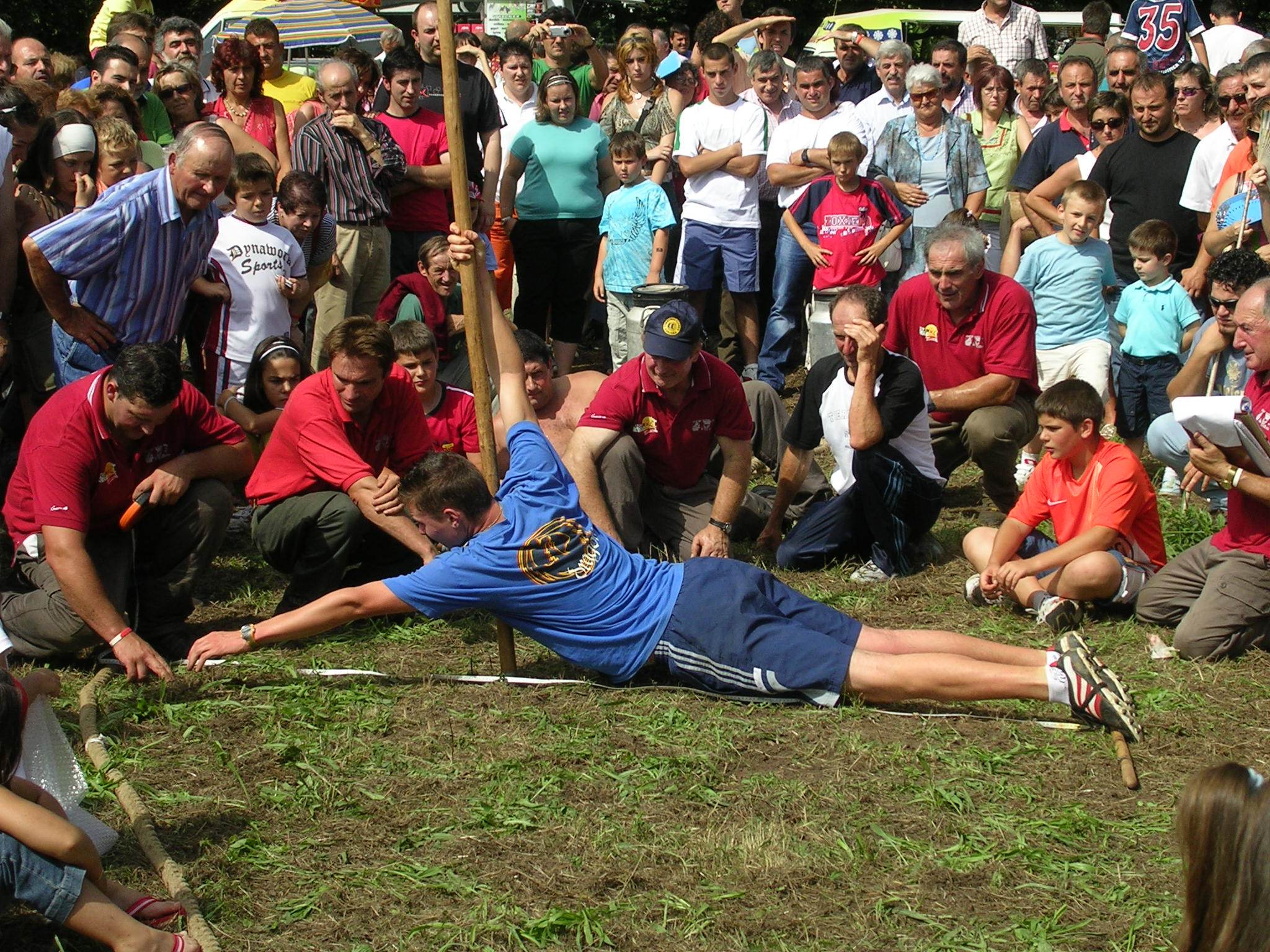
Modalidad de arrastrarse sin mover el palu

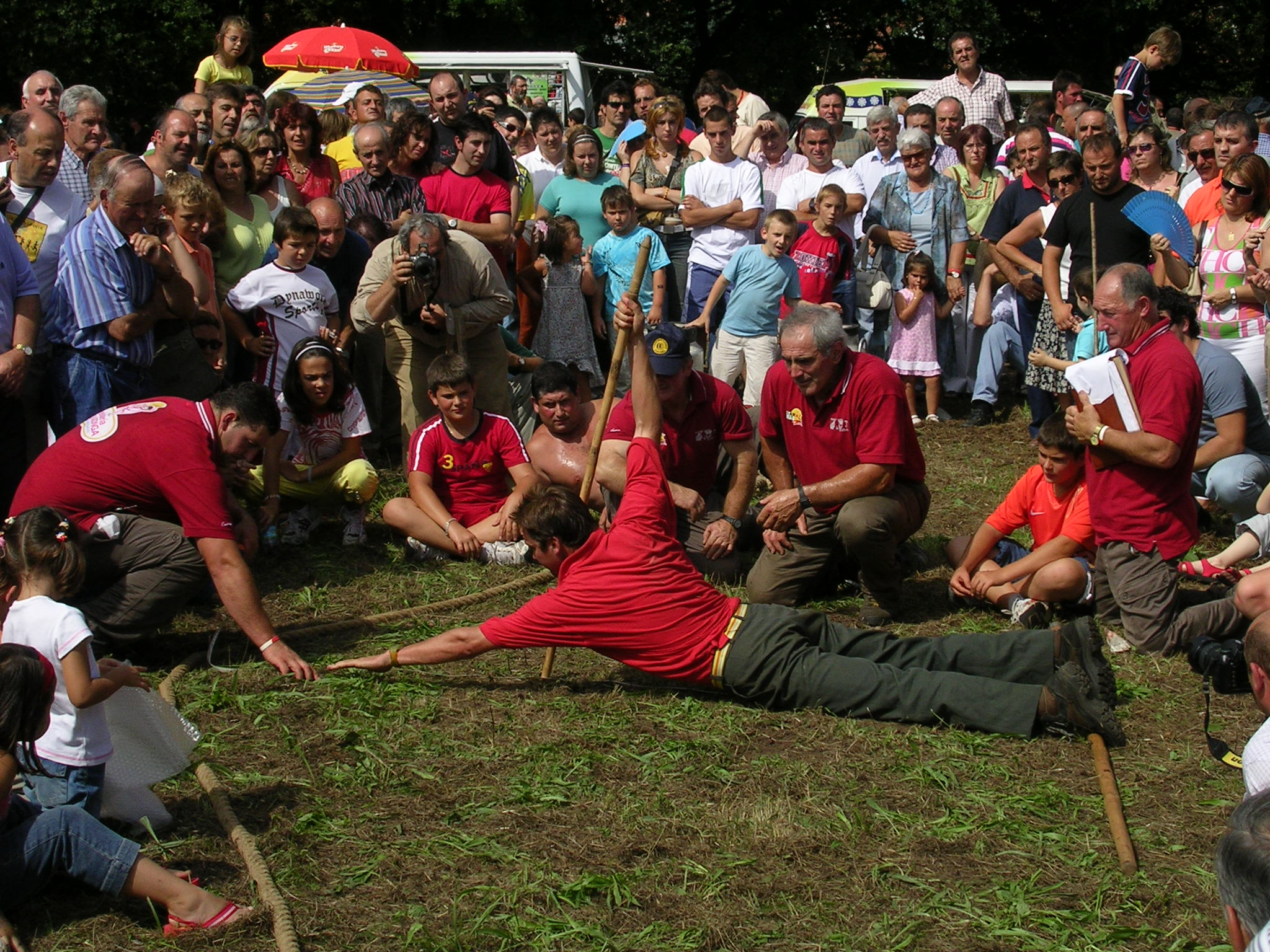
Modalidad de salto pasiego el Día de las instituciones en Puente San Miguel

En 1827 Sebastián de Miñano en su Diccionario geographico-estadistico de España y Portugal recogía su uso señalando:

Estos (los Pasiegos) usan diestramente de un palo largo y grueso para saltar arroyos y breñas, huyendo de las rondas del resguardo

La destreza en el uso del palancu fue reflejada en la zarzuela de Luis de Eguílaz y Manuel Fernández Caballero "El salto del pasiego", estrenada en 1881 en Madrid y Sudamérica.
El cancionero popular cántabro también hace referencia al salto pasiego de esta manera:

Todos los mozos del Valle Pas
tienen un palo para saltar,
saltan p'alante saltan p'atrás
con mucha fuerza y agilidad,
con mucha fuerza y agilidad,
todos los mozos del Valle Pas.

## Modalidades

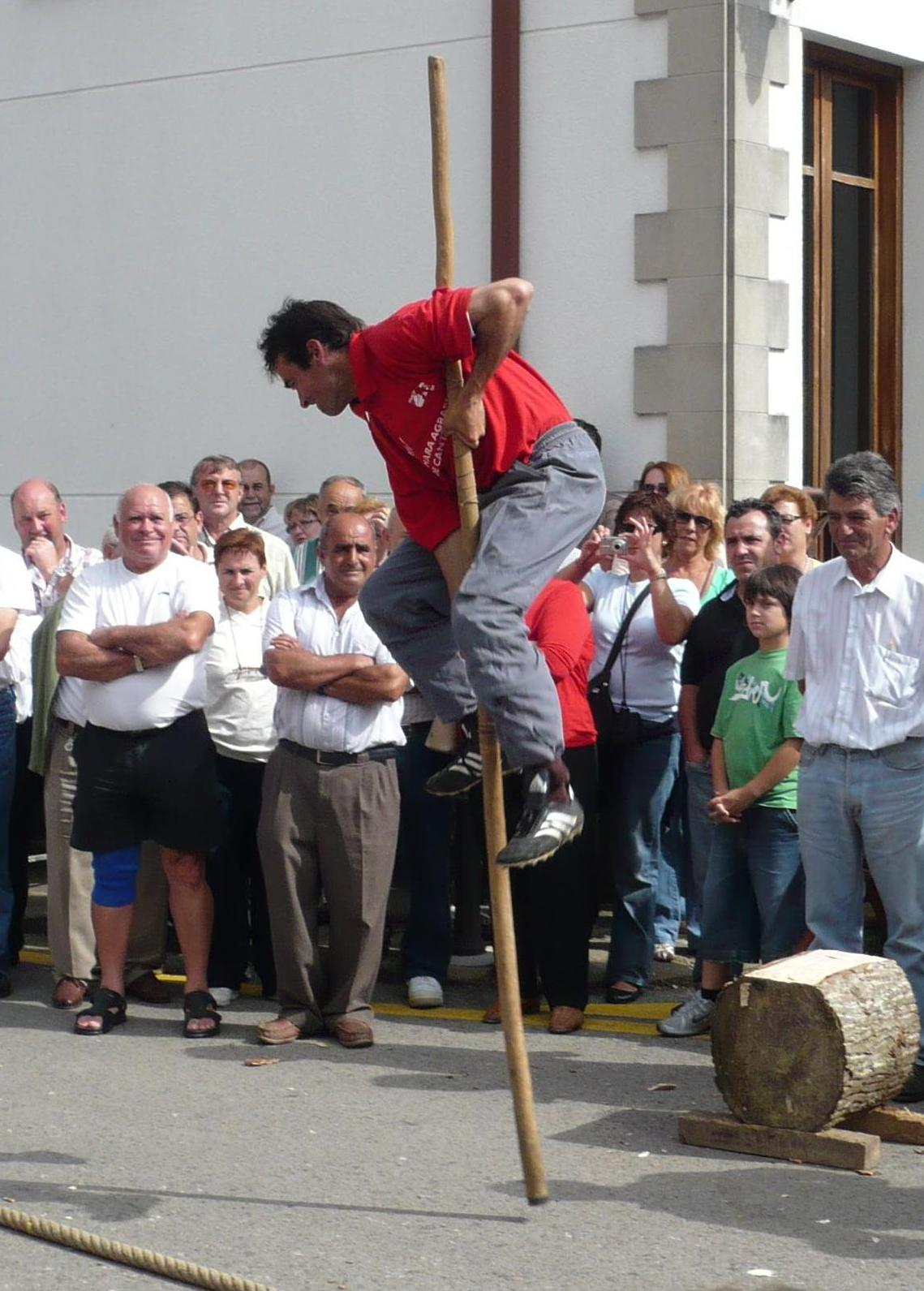
Prueba de andar al palu o corrida sobre el palu en el Día de Cantabria de Puente San Miguel.

Hay varias modalidades de salto pasiego, que fueron catalogadas en 1946 en la campa de La Magdalena, que son las siguientes:
- Mudando el palo de sitio las veces que el competidor pueda.
- Cuando el palo no puede ser separado del suelo y el ejecutante va arrastrándose sobre él.
- Cambiando el palo de sitio una sola vez cuando el saltarín está en el aire.
- Corrida sobre el palo, en el cual el ejecutante, sostenido sobre aquel en el aire, va dando saltos pequeños, recorriendo grandes distancias de forma inverosímil.
- Salto como una pértiga de tipo medio. Es la modalidad más destacada. En ella el saltador tiene que coger carrera hasta llegar a la línea, la cual nunca debe ser pisada. Una vez llegado a la línea clava el palo por delante de la línea y se sostiene sobre el palo para así llegar a dar un último impulso hacia adelante y lograr conseguir la máxima longitud posible.

El récord de dicha modalidad sigue aún vigente desde el año 2001 y fue logrado por el saltador Juan Manuel Fernández Saro, cuya marca se establece en 9,10 metros de longitud.
- “Juego de Rayar”, muy practicado en las zonas pasiegas y en el valle de Carriedo. Existen tres modalidades en su realización: con un palo, con dos y sin él. El participante a pies juntos, y apoyado con una mano en el palo, se inclina hacia delante, traza una raya en el suelo con el dedo índice, y se vuelve a levantar. En el caso del rayado con los dos palos, la raya se practica con una ramita que sujetan con la boca, y en el juego sin palo se raya una pared frente a la que se colocan también a pies juntos.

También existe otra modalidad de la zona pero sin utilizar el "palu pasiego" que se denomina saltar en tres estrincones (modalidad similar al triple salto de atletismo), antiguamente a pies juntos.

## Fiestas
En nuestros días el salto pasiego sobrevive como una modalidad de deporte rural que tiene lugar únicamente en diversas celebraciones. Las siguientes son algunas de estas fiestas donde se pueden admirar los concursos de salto pasiego:
- Celebraciones en honor a la Virgen de Valvanuz, patrona de los pasiegos. Cada 15 de agosto en la pradera de Valvanuz, en Selaya. Se dice que antiguamente los pasiegos acudían a Valvanuz en este día y se hacían apuestas para ver quién rodeaba antes la iglesia dando saltos sobre el palo.
- Día de las albarcas; segunda semana de septiembre, en Cohicillos.